# 在香港日本国総領事館
在香港日本国総領事館（ざいホンコンにっぽんこくそうりょうじかん）は、日本の総領事館で、香港とマカオを管轄区域とする。
香港の中環の交易廣場（エクスチェンジ・スクウェア）のAブロックの46階と47階に所在している。

## 著名な在勤者
- 青木盛久 - 駐ペルー大使、駐ケニア大使（首席領事）
- 加藤紘一 - 衆議院議員、自由民主党幹事長、内閣官房長官、防衛庁長官（副領事）
- 興梠一郎 - 神田外語大学教授（専門調査員）
- 小島朋之 - 慶應義塾大学教授（特別研究員）
- 佐々淳行 - 内閣安全保障室長、防衛施設庁長官、警察庁警備局外事課長（領事）
- 谷野作太郎 - 駐中国大使（副領事）
- 垂秀夫 - 駐中国大使（領事）
- 中嶋嶺雄 - 東京外国語大学教授（特別研究員）